# Doña Perfecta

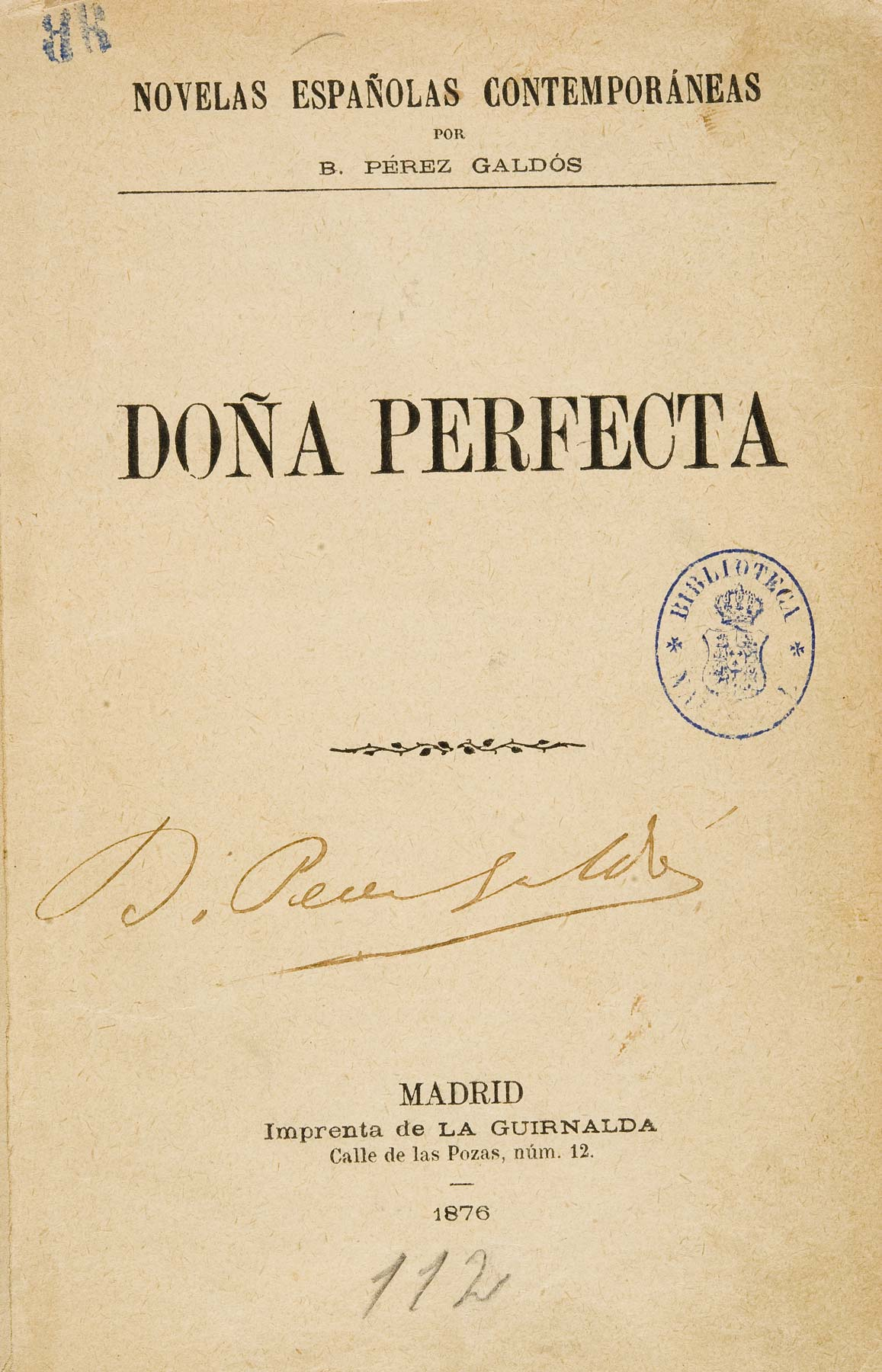
Cubierta de la primera edición de Doña Perfecta, con firma autógrafa de Benito Pérez Galdós (Madrid, Imprenta de la Guirnalda, 1876). Ejemplar de la Biblioteca Nacional de España.

Doña Perfecta es una novela de Benito Pérez Galdós publicada en 1876. Pertenece al grupo de "novelas de tesis" del autor canario y ha sido considerada por algunos críticos como una de sus obras tempranas más importantes. El propio Galdós hizo una adaptación teatral del libro, estrenada en Madrid en los primeros días de 1896. En diferentes versiones, la novela fue llevada al cine en México (1950) y en España (1977).

## Génesis de la novela
Cuando Leopoldo Alas Clarín interrogó a su amigo Galdós sobre la construcción de Doña Perfecta, el escritor confesó haberla escrito "a empujones, a trozos, como iba saliendo, pero sin dificultad". El propio Clarín, años después de aquella "confesión", se planteaba serias dudas sobre la 'impremeditada elaboración' de la novela. Sí es cierto que nació como novela de encargo y que, solicitada por su paisano Fernando León y Castillo para amenizar las páginas de La Revista de España, casi fue apareciendo a medida que la escribió; pero las "innumerables tachaduras de palabras y párrafos" que muestran las páginas del manuscrito conservado son testimonio —como analizan galdosistas como Pedro Ortiz-Armengol— de "lo cuidadoso que era Galdós en escoger palabras y en organizar su narración".
A lo largo de su génesis, Galdós cambió nombres de personajes, lugares e incluso (como ocurrió en otras novelas suyas como El audaz y La fontana de oro) modificó el final de la historia poco después de haberla terminado de escribir.
Doña Perfecta apareció en cinco entregas en La Revista de España (en los números de marzo a mayo de 1876), con tal aceptación que se editó en libro ese mismo mes de mayo, y en junio ya se había agotado la edición. Es entonces cuando Galdós, al publicar su segunda edición en una nueva imprenta, cambió el final grotesco con el que había aparecido hasta entonces.

## Ediciones y estudios
En el capítulo crítico, y más allá de las ediciones históricas, quizá la edición más fiable sea la publicada por la editorial Aguilar dentro del conjunto de las Obras completas de Benito Pérez Galdós (7.ª edición, 1969, vol. IV, pp. 415-511), preparadas por Federico Carlos Sainz de Robles. Además del referido estudio de John E. Varey, que vio en Doña Perfecta un ejemplo claro de «littérature engagée», otros importantes estudiosos de la obra de Galdós le han dedicado parte de su trabajo crítico. Montesinos, aún catalogándola como novela "parcial", reconoce que "es una de esas novelas defectuosas que contienen tan abundante materia, y de tan buena calidad, que permite leer a través de ella, rehacerla en la lectura y representarse la historia más clara de lo que está en el libro".
Por su parte Casalduero la elige como definición galdosiana de "la tragedia de España", un escenario literario donde confluyen y se enfrentan "los dos conceptos del mundo, el medieval (Doña Perfecta) y el moderno (Pepe Rey)", que tratan de conquistar a la España que vivió Galdós, encarnada en el personaje de la hija de aquella y novia de este: Rosario..."la España actual, en manos de la Intransigencia y el Fanatismo: Doña Perfecta". Ricardo Gullón insiste en ese mismo conflicto colocando Doña Perfecta a la cabeza de las que él agrupa como "novelas de la intolerancia", como "novela del fanatismo y la hipocresía", y cuya protagonista, Perfecta, y el "grupo de pueblerinos que la rodea personifican la voluntad intransigente de una actitud que pretende suplantar la caridad por la violencia". Gullón también coincide con otros galdosistas en la posibilidad de que Galdós "evocara el recuerdo de su propia madre, cuyo autoritarismo marcó la pauta durante los veinte primeros años de su vida".
Más allá de los estudios generales hechos por Casalduero (1951), Gullón (1960) y Montesinos (1968), pueden reseñarse las monografías de Richard Cardwell (1972), Lee Fontanella (1976), Anthony N. Zahareas (1976), Demetrio Estébanez Calderón (1979) y Harriet S. Turner (1984). Asimismo, son varios los estudios dedicados de modo específico a la pequeña ciudad donde se desarrolla la trama, Orbajosa, como símbolo contenedor de una de las más genuinas tesis literarias del autor.

## Argumento

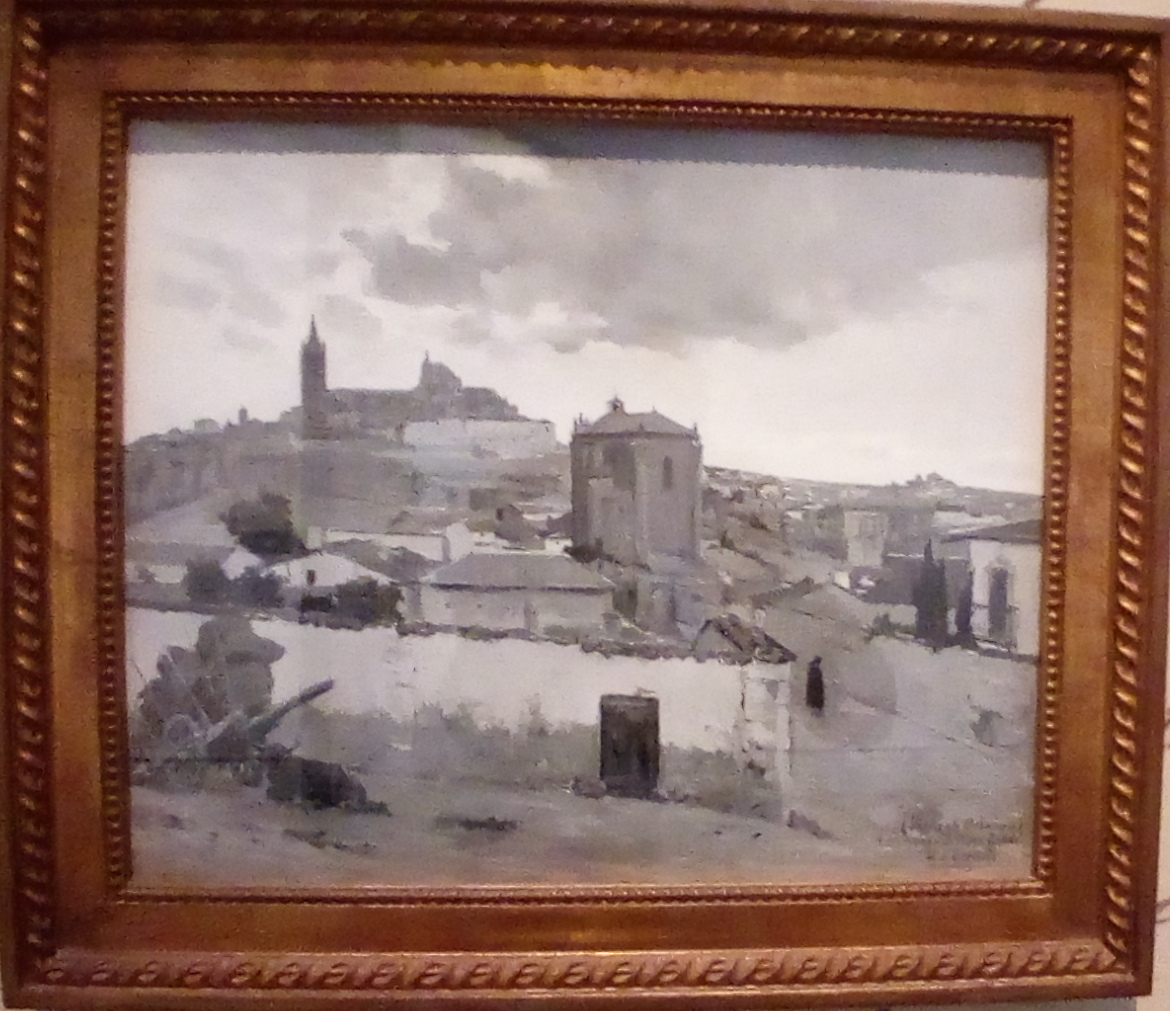
Aureliano Beruete, Vista de Orbajosa (ciudad imaginaria). 1895. Óleo sobre cartón. Casa-museo Pérez Galdós

Doña Perfecta, viuda y vecina de Orbajosa, una ciudad provinciana de la España profunda, acuerda con su hermano, residente en Madrid, preservar el patrimonio familiar casando a su hija Rosario con su sobrino Pepe, brillante ingeniero, al que invita a visitar Orbajosa y conocer a su prima.  
A Pepe Rey, educado en un ambiente más evolucionado, progresista, aunque católico, le chocará la mala impresión que les produce tanto a doña Perfecta como al cura del pueblo, don Inocencio. Nada podrán contra ello las buenas vibraciones que nacen entre Rosario y Pepe. El drama amoroso se desencadena y termina en tragedia.

### Personajes principales
John E. Varey en su Guía de lectura de Doña Perfecta reseña y analiza definiciones de los personajes de la novela tal y como los presenta o describe el autor en las páginas de la obra:
- Pepe Rey, Romeo de la novela, sobrino de Doña Perfecta, presentado en el capítulo III como un típico "victoriano", "el hombre del siglo" (se refiere al siglo XIX). Ingeniero y por tanto símbolo del progreso tecnológico, en el análisis de Varey y Ribbans Pepe Rey es sin embargo un puritano dentro de la tradición católica, con trasnochados y caballerescos sentimientos de honor, que se ve superado por la oscuridad de Orbajosa y la tiranía de doña Perfecta: "Era razonable, y soy un bruto; era respetuoso, y soy insolente; era culto, y me encuentro salvaje" (cap. XIX).

- Rosario, Julieta de la novela, hija de doña Perfecta y prometida de Pepe Rey, víctima del enfrentamiento entre ambos. Representante de uno de los típicos modelos de antiheroína galdosiana, siempre dubitativa, desgarrada por dos amores (el respeto filial por su madre y la pasión por su novio).

"...¿por qué antes no sabía mentir, y ahora sé? ¿Por qué antes no sabía disimular y ahora disimulo? ¿Soy una mujer infame?... Esto que siento y que a mí me pasa es la caída de las que no vuelven a levantarse... ¿He dejado de ser buena y honrada?... Yo no me conozco. ¿Soy yo misma o es otra la que está en este sitio?... ¡Qué de terribles cosas en tan pocos días! ¡Cuántas sensaciones diversas! ¡Mi corazón está consumido de tanto sentir!...".
"Doña Perfecta" cap. XXIV 

- Doña Perfecta, personaje central y eje ideológico de la novela, una de las "mujeres del universo Galdós" con más fuerza; una matrona que se convertiría en "símbolo de la intolerancia religiosa y civil, de absolutismo y de inflexibilidad; causa de la infelicidad de las buenas gentes que viven a su alrededor".[10] Su creador, Galdós, la retrata así casi al final de la novela:

"No sabemos cómo hubiera sido doña Perfecta amando. Aborreciendo tenía la inflamada vehemencia de un ángel tutelar de la discordia entre los hombres. Tal es el resultado producido en un carácter duro y sin bondad nativa por la exaltación religiosa, cuando esta, en vez de nutrirse de la conciencia y de la verdad revelada en principios tan sencillos como hermosos, busca su savia en fórmulas estrechas que solo obedecen a intereses eclesiásticos. Para que la mojigatería sea inofensiva, es preciso que exista en corazones muy puros".
"Doña Perfecta" cap. XXXI 

- Inocencio: párroco de Orbajosa, enemigo dialéctico de Pepe Rey e interesado en que la relación del forastero y la hija de doña Perfecta se frustre para dar oportunidad a casar a Jacintito, hijo de su sobrina doña María Remedios, con Rosarito.

- Caballuco: mote de Cristóbal Ramos, instrumento armado de doña Perfecta, paradigma del conservadurismo y la ambición.

- Orbajosa: con carácter de personaje, el escritor retrata una "pequeña ciudad levítica",[1] sin vida intelectual ni económica, un botón de muestra de la España profunda anclada en la tradición, donde nunca pasa nada. Orbajosa (como en otras cosmogonías galdosianas como la Ficóbriga de Gloria o el Socartes de Marianela), es "patria de los tafetanes y caballucos" (metáfora del autor, asociando el tafetán a las mujeres y bautizando a los campesinos de aspecto brutal con el apodo del personaje "Caballuco").[nota 2]

## Versión teatral

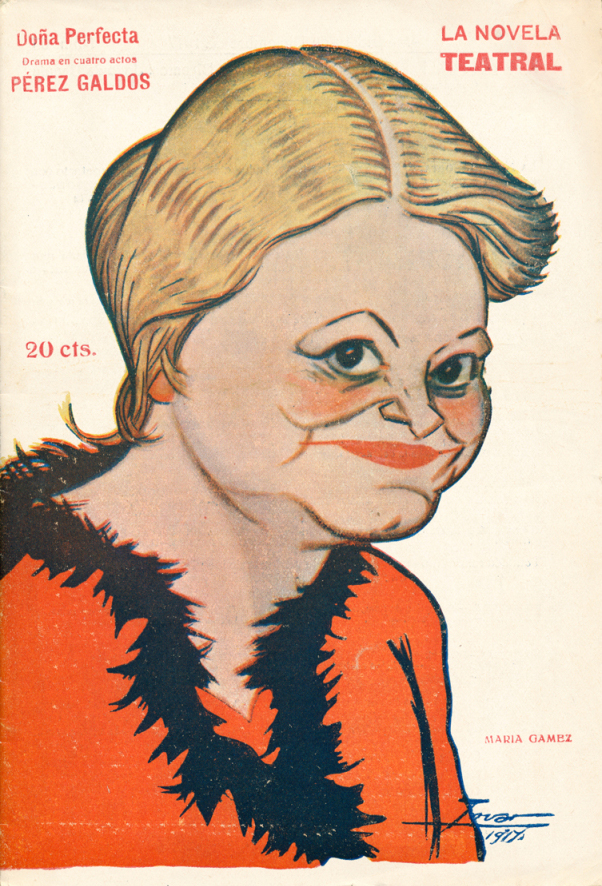
Portada de una edición de la versión teatral de Doña Perfecta, para la colección La Novela Teatral (1917)

Adaptada por el propio autor, fue estrenada el 28 de enero de 1896 en el Teatro Español de Madrid por la compañía de María Tubau. Más de un siglo después, en 2012, se repuso en el Teatro María Guerrero de esa misma capital, adaptada y dirigida por Ernesto Caballero de las Heras.

## Versiones cinematográficas
- En 1950, con el mismo título, dirigida por Alejandro Galindo y con Dolores del Río como protagonista fue estrenada en México.

- En 1977 se estrenó en España, con guion y dirección de César Fernández Ardavín y con Julia Gutiérrez Caba como Doña Perfecta y un importante reparto de actores: José Luis López Vázquez, Manuel Sierra, Victoria Abril, Emilio Gutiérrez Caba, Fernando Sancho y Mirta Miller.